# All Good Things (Come to an End)
"All Good Things (Come to an End)" é uma canção pop escrita por Nelly Furtado, Timbaland, Danja e Chris Martin para o terceiro álbum de estúdio de Furtado, Loose. Ela foi co-produzida por Timbaland e Danja e lançada como o terceiro single europeu em novembro de 2006. Lançada também como sendo o quarto single nos Estados Unidos e Austrália, obteve um bom desempenho nas paradas musicais da Europa, sendo número um inclusive na Euro 200. Apesar disso, não conseguiu chegar ao top 50 da parada dos Estados Unidos, Billboard Hot 100, talvez pelo fato do single anterior no país, "Say It Right", ainda se encontrar em uma posição alta mesmo com a entrada de "All Good Things (Come To An End)".
Ela recebeu destaque na crítica por sua letra diferenciada dos outros singles de Loose, e também por mostrar as habilidades de canto de Furtado.

## Composição e gravação
|                                                    | All Good Things (Come to an End) A canção foi composta em uma chave de lá menor e com 100 batidas por minuto. |
| Problemas para escutar este arquivo? Veja a ajuda. | |

"All Good Things" foi concebida perto do fechamento da lista de faixas de Loose. Furtado estava na cerimônia do MTV Video Music Awards 2005, que ocorreu em Miami, Florida, em Agosto, quando ela se encontrou com seu velho amigo Chris Martin, que havia se apresentado junto com o Coldplay. Furtado disse a Martin que ela estava trabalhando com Timbaland em um novo álbum, e Martin disse que ele admirava muito Timbaland e perguntou se ele poderia visitar o estúdio. Como Timbaland estava escutando o álbum X&Y do Coldplay no estúdio na semana anterior, Furtado concordou e levou Martin à The Hit Factory na noite seguinte.
Timbaland e Martin expressaram admiração pelo trabalho um do outro, mas eles nunca haviam se encontrado pessoalmente antes. De acordo com Furtado, "Eles realmente estavam meio honrados com a presença um do outro", mas como Timbaland possui uma personalidade extravagante e insistia em chamar Martin de "Coldplay", Martin estava inicialmente nervoso e amedrontado. Furtado disse a Martin para se sentar ao teclado e começar a fazer música. "Chris teve que nos mostrar sua linha James Brown", ela disse. Martin originalmente contribuiu para a canção com seus vocais, mas após um pedido dos executivos de sua gravadora, eles foram removidos da versão final da canção, que foi incluída em Loose. De acordo com Furtado, os executivos "não queriam que sua voz fosse tão rock". A versão da canção que continha os vocais de Martin acabou caindo na internet no final de junho de 2006.
Furtado declarou que como ela tem "uma tendência para melancolia", o processo de criação da canção foi "mágico". Ela descreveu a canção como "uma fusão das batidas hip-hop de Tim com a melancolia de Chris, e eu sendo algo entre os dois." A composição foi feita em lá menor, com 100 batidas por minuto; o vocal de Nelly varia entre A3 e G5.

## Crítica profissional
Uma revisão do MSN UK para a canção a definiu como "uma balada refletiva e emocional com uma poderosa melodia, presumidamente trabalho do rapaz do Coldplay, e uma letra que nos lembra que Nelly ainda é como um pássaro, apenas um pássaro que gosta de um pouco mais de ação noturna"; ela deu à canção 4.5 de cinco estrelas. A HMV UK publicou uma revisão dando quatro de cinco estrelas, em que o seu escritor diz que, em contraste com os singles anteriores do álbum, "Maneater" e "Promiscuous", "All Good Things" é "uma balada bela, atraente e emotiva". Chuck Taylor da revista Billboard declarou que a canção é "um tema de aventura, hip, divertida e séria. Incluindo uma bela letra ("Pain sets in and I don't cry/I only feel gravity and wonder why", em português: "O sofrimento começa, mas eu não choro/Eu apenas sinto a gravidade e me pergunto por quê") com a melodia hipnotizante da faixa com contribuições de Chris Martin do Coldplay, "Boas" recordações da dupla indicação de Furtado ao Grammy Award de 2001." A rádio BBC também fez uma análise da canção: "Nelly decidiu tentar algo diferente no terceiro single de seu álbum, Loose. Uma gentil guitarra, batidas fracas e até mesmo alguns assovios se únem para formar uma canção que mostra o poder vocal de Nelly. (...) Ela canta sobre se sentir ótima mas então tudo começar a ficar errado. 'Por que tudo que é bom tem um final?' ela pergunta."

## Videoclipe
O videoclipe de "All Good Things" foi filmado em Puerto Rico e foi gravado quase que junto com o videoclipe de "Say It Right", terceiro single do álbum na América do Norte. Ela conta sobre a história de amor de Furtado com um modelo, com Furtado sendo vista andando sozinha por uma praia até entrar em uma floresta, onde ela encontra uma mesa de jantar caindo de uma árvore. Sobre ela estão fotos do modelo. O videoclipe inclui flashbacks de quando Furtado jantava naquela mesa junto com o modelo, e acaba com os dois se abraçando em uma lagoa. "É bastante tropical e romântico", Furtado diz. "Ele me lembra dos antigos clipes de Sarah McLachlan, eles possuíam o elemento de arte certo para isso. Eles são como um cinema."

## Outras versões
Nelly Furtado declarou em uma entrevista que relançaria o single em alguns países e lançaria em outros onde ainda não havia sido lançada, mas haveria participações especiais de um artista famoso de cada país, e cada versão seria lançada no país do artista. Na Itália, foi gravada e lançada uma versão com a banda Zero Assoluto, sendo que a canção foi lançada apenas para download digital. Na Alemanha, o líder e vocalista da banda alemã Reamonn, Rea Garvey, fez uma participação na canção.
No fim de 2007, uma versão em espanhol de "All Good Things (Come to an End)" intitulada "Lo Bueno Siempre Tiene un Final" foi lançada, e apareceu para download digial no iTunes Store em 5 de Junho. Remixes da canção, com participação de Dave Aude e Kaskade, também foram lançados.
No Brasil, o vocalista da banda Nx Zero, Di Ferrero, foi o convidado para a nova versão, que foi lançada como sendo o terceiro single de Furtado no país. O videoclipe desta versão foi lançado oficialmente pela gravadora em 20 de Maio de 2008.

## Créditos
Os créditos seguintes foram adaptados do Discogs:
| - Vocal por Nelly Furtado - Percussão por Timbaland - Teclado por Danja - Guitarra por Dan Warner - Vocais de fundo por Nelly Furtado e Jim Beanz - Gravação, edição e mix por Demacio "Demo" Castellon - Segunda edição por James Roach, Kobla Tetey, Ben Jost e Vadim Chislov | - Gravação adicional por Marcella "Ms. Lago" Araica - Produção de vocal por Jim Beanz - Gravado em The Hit Factory, Miami, Flórida - Mixado em Thomas Crown Studios, Virginia Beach, Virginia |

## Desempenho nas paradas musicais
O single foi lançado na Europa em novembro de 2006, e alcançou a quarta posição no Reino Unido. Em países como Países Baixos e Áustria, o single conseguiu posições melhores que "Maneater" e "Promiscuous", e se tornou o primeiro hit número um de Furtado nos Países Baixos e na Alemanha, onde foi o segundo maior single de 2007. Ele alcançou a primeira posição em mais de 20 países, incluindo Suíça e Áustria. Ele conseguiu ser o primeiro número um de Furtado na Europa.
EA canção foi lançada como sendo o quarto single de Loose nos Estados Unidos e na Austrália. Ela entrou na vigésima posição na parada musical da Austrália, a Parada de singles ARIA, chegando à 15ª em sua terceira semana; em Junho, e após ascender na parada, ela alcançou uma nova melhor posição, a vigésima, e permaneceu na parada por 21 semanas. Uma nova versão da canção foi lançada para as rádios a 10 de abril de 2007 nos EUA, onde ela entrou na 99ª posição, na Billboard Hot 100. Sua melhor posição foi #86, falhando em seguir a linha de top 20 alcançada pelos singles anteriores de Loose, apesar de ter sido o quarto single número um do álbum na parada Hot Dance Club Play.
| Top (2006/2007)                       | Melhor posição |
| ------------------------------------- | -------------- |
| Alemanha (Media Control AG)           | 1              |
| Austrália (ARIA)                      | 12             |
| Áustria (Ö3 Austria Top 75)           | 1              |
| Bélgica (Ultratop 50 Flandres)        | 1              |
| Bélgica (Ultratop 40 Valônia)         | 4              |
| Canadá (Canadian Hot 100)             | 5              |
| Dinamarca (Tracklisten)               | 1              |
| Espanha (PROMUSICAE)                  | 1              |
| Europa Hot 100 Singles                | 1              |
| França (SNEP)                         | 6              |
| Holanda (Dutch Top 40)                | 1              |
| Hungria (Rádiós Top 40)               | 1              |
| Hungria (Dance Top 40)                | 1              |
| Irlanda (IRMA)                        | 8              |
| Itália (FIMI)                         | 1              |
| Nova Zelândia (RIANZ)                 | 12             |
| Noruega (VG-lista)                    | 1              |
| Países Baixos (MegaCharts)            | 1              |
| Polónia (Airplay Chart)               | 1              |
| Portugal (Top 50 Nacional Português)  | 1              |
| Reino Unido (Official Charts Company) | 4              |
| República Checa (IFPI)                | 1              |
| Romênia (Romanian Top 100)            | 1              |
| Suécia (Sverigetopplistan)            | 4              |
| Suíça (Swiss Music Charts)            | 1              |
| US Billboard Hot 100                  | 86             |
| US Pop 100 (Billboard)                | 59             |
| US Hot Dance Club Play (Billboard)    | 1              |

| Parada                           | Posição |
| -------------------------------- | ------- |
| Belgian Singles Chart (Flanders) | 42      |
| Dutch Top 40                     | 79      |
| Swiss Singles Chart              | 38      |

| Parada (2006)                    | Posição |
| -------------------------------- | ------- |
| Swiss Singles Chart              | 28      |
| UK Singles Chart                 | 120     |
| Parada (2007)                    | Posição |
| Australian Singles Chart         | 50      |
| Austrian Singles Chart           | 5       |
| Belgian (Flanders) Singles Chart | 8       |
| Belgian (Wallonia) Singles Chart | 13      |
| Dutch Singles Chart              | 9       |
| French Singles Chart             | 31      |
| German Singles Chart             | 2       |
| Hungarian Airplay Chart          | 1       |
| Swedish Singles Chart            | 42      |
| Swiss Singles Chart              | 4       |
| UK Singles Chart                 | 115     |

| (2000–2009)          | Posição |
| -------------------- | ------- |
| German Singles Chart | 15      |

| País      | Certificação |
| --------- | ------------ |
| Bélgica   | Ouro         |
| Dinamarca | Platina      |
| Noruega   | Ouro         |
| Suécia    | Ouro         |
| Suíça     | Platina      |